# Провулок Івана Кочерги
Прову́лок Іва́на Кочерги — провулок у Дарницькому районі міста Києва, селище Позняки. Пролягає від вулиці Івана Кочерги до Тепловозної вулиці.

## Історія
Виник у 1-й третині XX століття як провулок без назви.